# Кактус (Техас)
Кактус (англ. Cactus) — місто (англ. city) в США, в окрузі Мур штату Техас. Населення — 3057 осіб (2020).

## Географія
Кактус розташований за координатами 36°2′40″ пн. ш. 102°0′29″ зх. д. / 36.04444° пн. ш. 102.00806° зх. д. (36.044374, -102.008030).  За даними Бюро перепису населення США в 2010 році місто мало площу 5,52 км², уся площа — суходіл.

## Демографія
Згідно з переписом 2010 року, у місті мешкало 3179 осіб у 801 домогосподарстві у складі 650 родин. Густота населення становила 576 осіб/км².  Було 908 помешкань (165/км²).
Расовий склад населення:
| - 48,2 % — білих - 19,3 % — азіатів - 2,8 % — корінних американців - 1,0 % — чорних або афроамериканців - 0,4 % — вихідців з тихоокеанських островів - 24,4 % — осіб інших рас |

До двох чи більше рас належало 3,8 %. Частка іспаномовних становила 74,1 % від усіх жителів.
За віковим діапазоном населення розподілялося таким чином: 37,3 % — особи молодші 18 років, 59,3 % — особи у віці 18—64 років, 3,4 % — особи у віці 65 років та старші. Медіана віку мешканця становила 25,0 року. На 100 осіб жіночої статі у місті припадало 127,2 чоловіків;  на 100 жінок у віці від 18 років та старших — 131,4 чоловіків також старших 18 років.
Середній дохід на одне домашнє господарство  становив 42 042 долари США (медіана — 40 825), а середній дохід на одну сім'ю — 43 905 доларів (медіана — 44 659). Медіана доходів становила 28 995 доларів для чоловіків та 22 926 доларів для жінок. За межею бідності перебувало 18,8 % осіб, у тому числі 30,1 % дітей у віці до 18 років та 0,0 % осіб у віці 65 років та старших.
Цивільне працевлаштоване населення становило 1556 осіб. Основні галузі зайнятості: виробництво — 56,3 %, освіта, охорона здоров'я та соціальна допомога — 9,2 %, сільське господарство, лісництво, риболовля — 7,5 %.